# 特賴根
38°15′S 72°41′W / 38.250°S 72.683°W

特賴根（西班牙語：Traiguén），是智利的城市，位於該國南部阿勞卡尼亞大區的馬雷科省，始建於1878年12月2日，面積908平方公里，海拔高度188米，2012年人口17,164人，人口密度每平方公里19人。